# Cena Henriho Cartier-Bressona

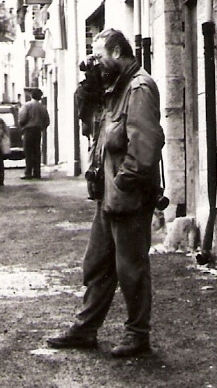
Josef Koudelka získal cenu v roce 1991

Cena Henriho Cartier-Bressona (francouzsky Prix Henri-Cartier-Bresson nebo Prix HCB) je fotografické ocenění pojmenované podle francouzského fotografa Henriho Cartier-Bressona a udělované každé dva roky stejnojmennou nadací. Cena je dotována ve výši 30 000 €, od roku 2019 ve výši 35000 euro a jeho cílem je umožnit fotografovi realizovat významnou práci podle popisu projektu, který by jinak nemohl dokončit bez další pomoci. Po osmnácti měsících od udělení ceny je cyklus prací vystaven v nadaci HCB v Paříži a u této příležitosti je vytištěn a vydán katalog.

## Seznam vítězů
- 1989: Chris Killip
- 1991: Josef Koudelka
- 1993 až 2002: cena nebyla udělena
- 2003: Larry Towell (Kanada), za projekt The walls of no man’s land: Palestine
- 2005: Fazal Sheikh (USA/Keňa), za projekty Moksha a Girl-Child, témoignages sur la condition féminine Inde aujourd’hui
- 2007: Jim Goldberg (USA), za projekt The New Europeans, fotografickou esej sur les flux migratoires vers l’Europe
- 2009: David Goldblatt (Jihoafrická republika), za projekt TJ, travail en cours sur la ville de Johannesburg
- 2011: Vanessa Winship (Anglie), za projekt Là-bas: une odyssée américaine
- 2013: Patrick Faigenbaum (Francie), za projekt Kolkata[2]
- 2015: Claude Iverné (Francie), za projekt Photographies soudanaises, le fleuve des Gazelles
- 2017: Guy Tillim[3]
- 2019: Mathieu Pernot (Francie), za projekt Le Grand Tour
- 2021: Carolyn Drakeová (USA), za projekt Centaur
- 2023: Karim Kal (Francie), za projekt Haute Kabylie

## Seznam porot

### Porota 2005
- Robert Delpire (prezident poroty)
- Martine Francková (fotografka a prezidentka Nadace HCB)
- Anne Samson (ředitelka ASC, communication a mécénat culturel)
- Bernard Latarjet (Prezident du Parc de La Villette, Paříž)
- Tereza Siza (ředitelka du Centro Portugues de Fotografia, Porto)
- Anne Tucker (kurátor oddělení fotografie, Museum of Fine Arts, Houston, Texas)
- Val Williams (nezávislý kurátor, Londres)

### Porota 2007
- Robert Delpire (prezident poroty)
- Martine Francková (fotografka a prezidentka Nadace HCB)
- Antoinette Seillière (Représentante du Groupe Wendel)
- Giovanna Calvenzi (ředitelka umění, Milán, Itálie)
- François Hébel (ředitel fotografického festivalu Rencontres d'Arles)
- Marloes Krijnen (ředitelka FOAM, Amsterdam, Pays-Bas)
- Sandra Phillips (senior kurátorka fotografie San Francisco Museum of Modern Art, San Francisco, USA)

### Porota 2009
- Martine Francková (fotografka, prezidentka poroty)
- Antoinette Seillière (viceprezident nadace Fondation Croix Saint-Simon, Représentante du Groupe Wendel)
- Nissan Perez (hlavní kurátor fotografického oddělení muzea Izraelského muzea v Jeruzalémě)
- Oliva Maria Rubio (ředitelka expozice La Fabrica, Madrid)
- Agnès Sire (ředitelka nadace Fondation Henri Cartier-Bresson)
- Sam Stourdzé (nezávislý kurátor, člen Institutu de Recherche et d’Innovation du Centre Pompidou a člen conseil d'administration de la Société Française de Photographie)
- Thomas Weski (profesor na akademii Académie des Arts visuels, Leipzig a kurátor výstavy)

### Porota 2011
- Robert Delpire (editor, prezident poroty)
- Martine Francková (fotografka, prezidentka Nadace HCB)
- Antoinette Seillière (viceprezident nadace Fondation Croix Saint-Simon, Représentante du Groupe Wendel)
- Carlos Gollonet (ředitel fotografického oddělení, Fondation MAPFRE, Madrid)
- Frits Gierstberg (ředitel, Nizozemské Fotomuseum, Rotterdam)
- Sylviane de Decker (historička fotografie, Paříž, nahradila omluvenou Agnès Sire, ředitelku Nadace Henriho Cartier-Bressona)
- Sylvia Wolf (ředitelka Henry Art Gallery, Seattle)

### Porota 2015
- Pierre-Alexis Dumas (prezident, Fondation d’entreprise Hermès, Paříž)
- Agnès Sire (ředitel, Fondation Henri Cartier-Bresson, Paříž)
- Quentin Bajac (správce a šéf fotografického oddělení, MoMA, New York)
- Julien Frydman (ředitel du développement et des partenariats, Fondation Luma, Arles)
- Inge Henneman (nezávislý komisař a profesor Académie royale des beaux-arts, Anvers)
- Sergio Mah (nezávislý komisař, Critique d’art, Lisabon)
- Hripsimé Visser (správce a šéf fotografického oddělení, Stedelijk Museum, Amsterdam)

### Porota 2017
- Clément Chéroux (directeur, Département de la photographie du SFMOMA, San Francisco)
- Pierre-Alexis Dumas (directeur artistique de la maison Hermès, membre du conseil d’administration de la Fondation d’entreprise Hermès, Paříž)
- Lorenza Bravetta (conseillère auprès du ministre Franceschini pour la mise en valeur du patrimoine photographique national, Turin)
- Florian Ebner (directeur, Cabinet de la photographie du Centre Pompidou, Paříž)
- Nathalie Giraudeau (directrice, Centre photographique d’Île de France, Paříž)
- Thyago Nogueira (directeur, Département de la photographie contemporaine à l’Instituto Moreira Salles et éditeur du ZUM magazine, São Paulo)
- Agnès Sire (ředitelka, Fondation Henri Cartier-Bresson, Paříž)

### Porota 2019
- Pierre-Alexis Dumas (umělecký ředitel de la maison Hermès, membre du conseil d’administration de la Fondation d’entreprise Hermès, Paříž)
- Sarah Greenough (ředitelka, Département de la photographie, National Gallery of Art, Washington)
- François Hébel (ředitel, Fondation Henri Cartier-Bresson, Paříž)
- Alona Pardo (komisařka, Barbican Centre, Londres)
- Thomas Seelig (ředitel, Collection photographique, Museum Folkwang, Essen)
- Agnès Sire (umělecká ředitelka, Fondation Henri Cartier-Bresson, Paříž)
- Karolina Ziebinska-Lewandowska (conservatrice, Cabinet de la photographie, Centre Pompidou – Musée national d’art moderne, Paříž)

### Porota 2021
- Christine Barthe (responsable de l'Unité patrimoniale des collections photographiques, musée du Quai Branly - Jacques-Chirac, Paříž)
- Béatrice Didier (ředitelka, Centre d'art Le Point du jour, Cherbourg-en-Cotentin)
- Pierre-Alexis Dumas (umělecký ředitel Hermès, membre du conseil d’administration de la Fondation d’entreprise Hermès, Paříž)
- Julie Jones (conservatrice, Cabinet de la photographie, Centre Pompidou – Musée national d’art moderne, Paříž)
- Luce Lebart (historik fotografie a commissaire d'exposition)
- François Hébel (ředitel, Fondation Henri Cartier-Bresson, Paříž)
- Agnès Sire (umělecká ředitelka, Fondation Henri Cartier-Bresson, Paříž)

### Porota 2023
- Damarice Amao (kurátorka, Kabinet fotografie, Musée national d’art moderne — Centre Pompidou, Paříž)
- Julie Arnaud (projektová manažerka, Fondation d’entreprise Hermès, Paříž)
- Clément Chéroux (ředitel, Fondation Henri Cartier-Bresson, Paříž)
- Taous Dahmani (nezávislý kurátor výstavy)
- Agnès Sire (bývalá umělecká ředitelka, Fondation Henri Cartier-Bresson, Paříž)
- Urs Stahel (nezávislý kurátor výstavy)